# Inge Magnusson

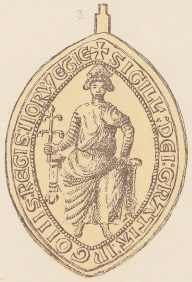
Inge Magnusson

Inge Magnusson (* um 1182; † 1202 auf Storøya (jetzt Helgøya) im See Mjøsa) war von 1196 bis zu seinem Tod 1202 norwegischer König der Baglerpartei.
Nach der von den Baglern verbreiteten Version war sein Vater Magnus Erlingsson (1156–1184). Seine Mutter ist nicht bekannt.
Zusammen mit dem nach Dänemark geflohenen Bischof Nikolas Arnason und vielen Norwegern kam er 1196 zum Halör-Markt im damals dänischen Schonen. Hier wurde der Aufstand gegen König Sverre beschlossen und Inge, der behauptete, Sohn von König Magnus Eringsson zu sein, zum König ausgerufen. Die Birkebeiner hingegen behaupteten, dass Inge ein Däne sei und in Wahrheit Torgils Tuveskitt heiße. Inge war damals noch ein Kind und hatte ausschließlich symbolische Funktionen als Identifikationsfigur der Bagler.
Nachdem sich die Birkebeiner aus Viken zurückgezogen hatten, wurde Inge 1196 auf dem Borgarting zum König ausgerufen. Im Jahr danach war Inge in Gewahrsam von Hallvard von Såstad im Opland, wahrscheinlich auf dessen Gut in Stange in Hedmark. Nach Weihnachten zog Inge mit den Baglern nach Trondheim, das sie 1198 einnahmen. Inge bekam dann den Königstitel auch auf dem Øyrating zugesprochen. Inge trat als militärischer Führer erstmals bei einem Angriff der Bagler auf Nidaros 1199 in Erscheinung. Danach wuchs seine Rolle in der Baglerpartei. Als die Bagler 1200 aus Dänemark anrückten, war Inge zusammen mit Reidar sendemann der Anführer der Flotte. Sie nahmen Nidaros abermals den Birkebeinern ab und verteidigten es erfolgreich gegen ein Bauernheer. Danach zogen sie nach Süden, wurden aber von Bergen abgehalten und begaben sich nach Viken, wo sie gut aufgenommen wurden. Inge blieb ab da zunächst in den östlichen Landesteilen, wogegen Reidar mit seiner Streitmacht in Tønsberg saß.
Nach der Bagler Saga hatten die Bagler nach dem Tod Sverres die ganze Küste in Sogn og Fjordane und Møre. Aber nach den verlustreichen Kämpfen in Vestlandet zogen sich die Bagler nach Østlandet zurück. Im Laufe des Jahres 1202 verminderte sich die Truppenstärke fortlaufend, weil sich die Bevölkerung immer mehr König Håkon Sverreson anschloss. Im Sommer verlor er auch die Unterstützung der Kirche. Erzbischof Eirik Ivarsson und die übrigen Bischöfe, die die Hauptstütze der Bagler gewesen waren, verglichen sich mit Håkon. König Inge zog sich mit seiner Mannschaft auf die Insel Storøya (heute Helgøya) im See Mjøsa zurück. Hier wurde er durch Verrat von seinen eigenen Leuten ermordet. Als die Bagler in den übrigen Landesteilen vom Tod des Königs erfuhren, flohen sie, und die Partei der Bagler löste sich auf.